# エンドルフィン
エンドルフィン（endorphin）は、脳内で機能する神経伝達物質のひとつである。内在性オピオイドであり、モルヒネ同様の作用を示す。特に、脳内の「報酬系」に多く分布する。内在性鎮痛系にかかわり、また多幸感をもたらすと考えられている。そのため脳内麻薬と呼ばれることもある。

## 歴史
この脳内伝達物質は1975年に、異なる2つのグループによってそれぞれ発見された。
1つめのグループは、スコットランドのジョン・ヒューズとハンス・コスターリッツで、彼らは豚の脳からこれを発見した。彼らは、この物質を「エンケファリン」（ギリシア語で「脳」を意味する）と名づけた。
同じ頃、アメリカ合衆国のラビ・シマントフとソロモン・スナイダーは仔牛の脳から同様の物質を発見し、ロジャー・ギレニンらも豚の視床下部、脳下垂体などからモルヒネ様物質を抽出した。彼らはいずれもそれをエンドルフィンと名づけた。この語は「脳内モルヒネ」を略したものであり、「体内で分泌されるモルヒネ」の意味である。

## 作用
βエンドルフィンは、副腎皮質刺激ホルモン(ACTH)などと同一の前駆体であるプロオピオメラノコルチン(POMC)に由来する。PAGに投射する視床下部弓状核のニューロンがエンドルフィンを分泌する。ストレス時に視床下部からCRFが分泌されると、下垂体前葉からPOMCから切り出されてACTHとβエンドルフィンが1:1の割合で放出される。
β-エンドルフィンは、オピオイドμ受容体に作用し、モルヒネ様作用を発揮する。ストレスなどの侵害刺激により産生されて鎮痛、鎮静に働く。
βエンドルフィンが中脳腹側被蓋野のμ受容体に作動し、GABAニューロンを抑制することにより、中脳腹側被蓋野から大脳皮質に投射するドーパミン神経系（別名A10神経系）のドーパミン遊離を促進させ、多幸感をもたらす。
βエンドルフィンはかゆみを増強させる。ストレス時に放出されるCRFが下垂体のACTH産生細胞らに働きかけることで活性化されるエンドプロテアーゼが、POMCを分解することにより産生され、かゆみを増強させる。
Jaak Pankseppによって、エンドルフィンは社会的安心感に関与することが発見された。幼弱イヌとモルモットにモルヒネを与えると、母親から隔離された時に鳴くことが少なくなる傾向が見られた。別離の苦痛の症状が緩和される。ナロキソンを投与すると、鳴く頻度が増加した。 
ヒヨコでも同様で、モルヒネを与えると鳴く頻度が減少した。また、お椀を形作った人の手の中に包まれたときのヒヨコは、30〜40秒以内に目を閉じ、あたかも「模擬的な巣」の中にいるかのようになるが、モルヒネを注射すると反応が早まり（約9〜12秒）、ナロキソンでは延長した（約76〜124秒）。

## 分子生物学
モルヒネ様ペプチドには、少なくとも3系列が存在する。エンドルフィン分子は、大型ペプチド前駆物質を分泌する、プロ-オピオメラノコルチン（POMC）と呼ばれる遺伝子によって符号化されている。このPOMCは、視床下部の弓状核と下垂体において発現されるようである。最も良く知られたエンドルフィン分子は、アルファ、ベータ及びガンマの各エンドルフィンである。その中でも、ベータ・エンドルフィンは苦痛除去の時に最も現れるとされる。
β-エンドルフィンのアミノ酸配列構造（一次構造）は次のシーケンスである。
Tyr-Gly-Gly-Phe-Met-Thr-Ser-Glu-Lys-Ser-Gln-Thr-Pro-Leu-Val-Thr-Leu-Phe-Lys-Asn-Ala-Ile-Ile-Lys-Asn-Ala-Tyr-Lys-Lys-Gly-GluOH (Fries, 2002)
その他の、モルヒネ様ペプチドには、上記の歴史の項でも触れたエンケファリンとダイノルフィンがある。